# Anna Henderson
Anna Henderson, född 14 november 1998 i Hemel Hempstead, är en brittiska tävlingscyklist med tempolopp som specialitet.
Vid olympiska sommarspelen 2024 i Paris tog Henderson silver i tempoloppet.